# مضلع لانهائي

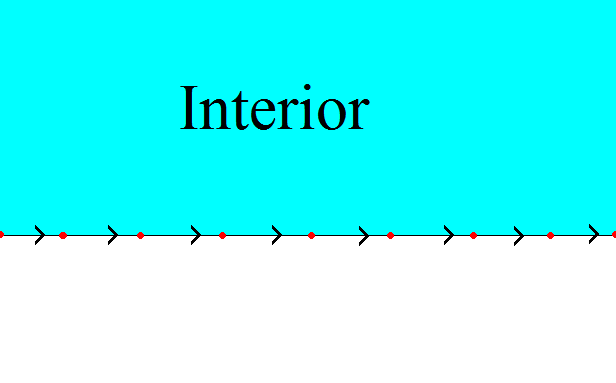
بالإمكان تعريف المضلع اللانهائي على أنه تقسيم للخط المستقيم إلى عدد لانهائي من القطع متطابقة الأطوال.

في الهندسة الرياضية، المضلع اللانهائي أو الأبيروجون (بالإنجليزية: Apeirogon)‏ هو مُضلّع مُعمم ذو عدد غير منتهٍ قابل للعدد من الأضلاع والزوايا. يُعد المضلع اللانهائي متعدد مقام، ويُمكن تعريفه رياضياً على أنّه نهاية مضلع نوني عندما تؤول {\displaystyle n} إلى المالانهاية.